# Adamsson i Sverige (film)
Adamsson i Sverige är en svensk komedifilm från 1966 i regi av Stig Ossian Ericson. I huvudrollen ses Hans Ernback som den unge Rikard Adamsson.
Filmens förlaga var romanen Adamsson i Sverige av Olle Länsberg från 1964 och Länsberg skrev även filmens manus. Georg Riedel gjorde musiken, Gunnar Fischer fotograferade och Ingemar Ejve klippte. Filmen hade premiär den 19 december på biograferna Skandia, Fanfaren och Draken, alla belägna i Stockholm. Den var tillåten från 15 år.
Adamsson i Sverige var Ericssons andra regiuppdrag och fick generellt sett ett sämre mottagande än debuten Festivitetssalongen (1965). Adamsson i Sverige spelades in i maj–juli 1966 i Filmstaden Råsunda, Skövde, Masthugget i Göteborg, Uppsala, Stockholm samt Oxberg och Gopshus i Dalarna. I Storbritannien marknadsfördes filmen 1968 under titeln I Need a Woman och i USA blev den förbjuden samma år då den ansågs vara pornografisk.

## Handling
Filmen handlar om den unge Rikard Adamsson (Hans Ernback) som försöker hitta sig själv i ett samhälle präglat av våld och vrånghet. Han har ett hårt yttre och hamnar ofta i slagsmål, men trots detta längtar han efter vänlighet, kärlek och trygghet. Han drömmer även om att bli författare.
Under sin militärtjänstgöring hamnar han i slagsmål och rymmer. Han ångrar sig dock och när han återvänder blir han satt i fängelse. Tiden där använder han för att skriva och när han blir frigiven är hans första roman klar. Ingen förläggare vill dock ge ut den. Han börjar leva ett kringflackande liv som för honom bland annat till Göteborg.
Det nya livet avbryts av att han än en gång blir inkallad till militärtjänstgöring. Precis som förra gången hamnar han i slagsmål när han ska försvara en kvinna som blivit antastad av några ligister. Han återvänder senare till Göteborg och tittaren kan ana att detta blir början på ett mer lyckligt och harmoniskt liv.

## Rollista
- Hans Ernback – Rikard Adamsson
- Christina Schollin – Sylvia
- Margaretha Krook – Astrid Samuelsson
- Kerstin Tidelius – Tilde
- Gio Petré	– syster Lundin
- Gudrun Östbye – Rosa
- Lottie Ejebrant – Göta
- Mona Andersson – fröken Blomgren
- Monica Nordquist – syster Betty
- Ulf Johanson – Andersson
- Lars Göran Carlson – Solkaptenen
- Tor Isedal – Valter
- Tommy Nilson – Berra
- Gösta Krantz – Kalle
- Kjell Lennartsson	– Hjalmarsson
- Christian Bratt – löjtnanten
- Gösta Prüzelius – fanjunkaren
- Ragnar Sörman – sergeanten
- Bo Wahlström – officer
- Egon Engström – officer
- Lars Edström – officer
- Gunnar Olsson – Persson, furir
- Sten Mattsson – Sandström
- Claes Esphagen – Karlström
- Curt Ericson – Ekberg
- Curt Löwgren – Erlandsson
- Göran Graffman – förläggaren
- Sture Ericson – överkonstapeln
- Sten Ardenstam – polisman
- Rolf Bengtsson – Ekström
- Olle Björling – Vildis
- Måns Westfelt – ligist
- Alf Nilsson – ligist
- Stefan Ekman – Isackson
- Sture Arelind – företagaren

## Mottagande
Stockholmspressen var mer eller mindre negativ till filmen. Expressens recensenten skrev "trist kring Adamsson" och Aftonbladet kommenterade huvudpersonens författardrömmar med orden "den Dan Anderssonska författardrömmen i billighetsupplaga." Svenska Dagbladet gav både ris och ros till Stig Ossian Ericssons regi men berömde Hans Ernbacks och Christina Schollins rollprestationer. Dagens Nyheter berömde Kerstin Tidelius' insatser.

### Fotnoter
1. 1 2 3 4 5 6 7  ”Adamsson i Sverige”. Svensk Filmdatabas. http://www.sfi.se/sv/svensk-filmdatabas/Item/?itemid=4748&type=MOVIE&iv=Basic&ref=/templates/SwedishFilmSearchResult.aspx?id%3d1225%26epslanguage%3dsv%26searchword%3dadamsson+i+Sverige%26type%3dMovieTitle%26match%3dBegin%26page%3d1%26prom%3dFalse. Läst 6 mars 2013.